# Івченко Леся Михайлівна
Івченко Леся Михайлівна, псевдонім — Леся Оленко (*12 листопада 1926, Київ — †21 вересня 1947) — українська письменниця.

## З біографії
Народ. 12 листопада 1926 р. у Києві в родині письменників: Михайла Івченка і Людмили Коваленко (Івченко). Батько був засланий за звинувачення в причетності до Спілки Визволення України (1929). З метою уникнення арешту переїздить до Львова, навчається у Львівському університеті. Разом із матір'ю емігрує до Відня, потім переїздить до Баварії. Бере активну участь у діяльності Червоного Хреста. Навчається у Мюнхенському університеті. Трагічно загинула 21 вересня 1947 р. в автомобільній катастрофі. Похована у Мюнхені, перепохована завдяки матері в Бавнд Бруку (1968, США).

## Творчість
Автор повісті «Зелені дні» (1952), оповідань «Навернення», «На Дніпрових кручах».